# 滇桂阔蕊兰
滇桂阔蕊兰（学名：Peristylus parishii）为兰科阔蕊兰属下的一个种。

## 扩展阅读
- 維基物種上的相關：滇桂阔蕊兰